# James Ladson

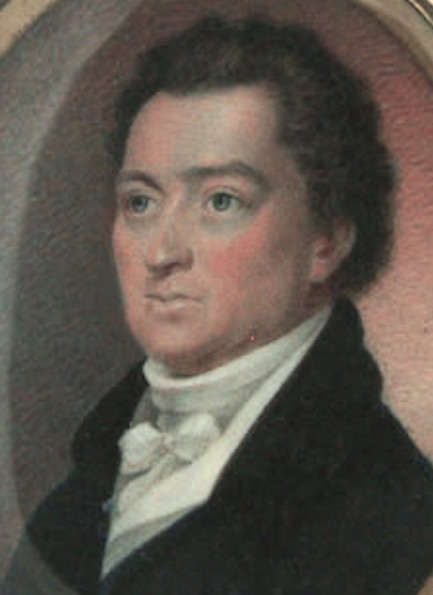
James Ladson

James Henry Ladson (* 25. Juli 1753 in Charleston, Province of South Carolina; † 28. Januar 1812 ebenda) war ein US-amerikanischer Politiker, Offizier während des Amerikanischen Unabhängigkeitskrieges und Plantagenbesitzer. Zwischen 1792 und 1794 war er Vizegouverneur des Bundesstaates South Carolina und von 1800 bis 1804 Mitglied des Senats des Bundesstaates.

## Werdegang

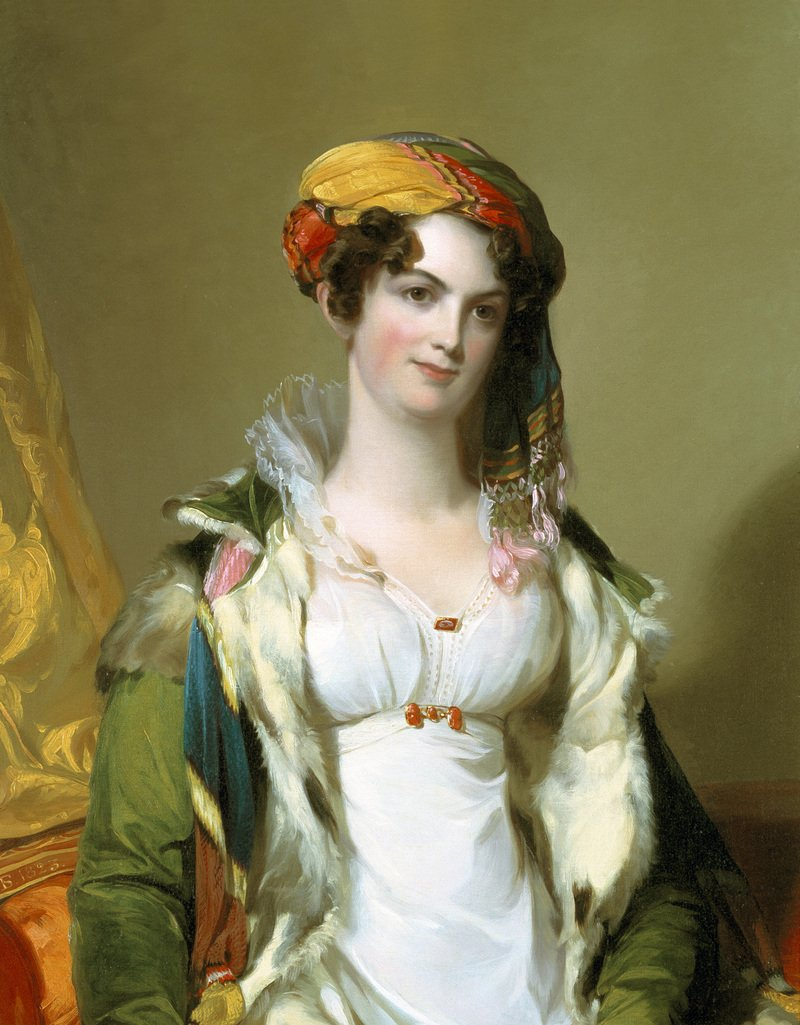
Seine Tochter Sarah Reeve Ladson; „sie bezog sich visuell auf den Geschmack der Sklavinnen“

James Ladson wurde 1753 in eine prominente Familie englischer Herkunft aus South Carolina geboren. Er war der Sohn von William Ladson und Anne Gibbes; seine Mutter war die Tochter des Obersts John Gibbes und die Enkelin des Gouverneurs Robert Gibbes. 1773 reiste er nach England, um seine Ausbildung fortzusetzen, und kehrte im folgenden Jahr nach South Carolina zurück. Er besaß eine Plantage in St. Andrew Parish und eine Plantage namens Fawn Hill am Santeee River sowie ein Haus und andere Grundstücke in Charleston. Er besaß im Jahr 1788 142 Sklaven.
Er schloss sich Anfang der 1770er Jahre der Revolutionsbewegung an. Während des Unabhängigkeitskrieges  war er Hauptmann in der Kontinentalarmee. Später schlug er eine politische Laufbahn ein, die ihn in beide Kammern der South Carolina General Assembly führte. Ende der 1780er Jahre nahm er als Delegierter an der Versammlung teil, die für den Staat South Carolina die Verfassung der Vereinigten Staaten ratifizierte.
1792 wurde Ladson von der Staatslegislative an der Seite von William Moultrie zum Vizegouverneur von South Carolina gewählt. Dieses Amt bekleidete er zwischen dem 5. Dezember 1792 und dem 17. Dezember 1794. Dabei war er Stellvertreter des Gouverneurs. Parteipolitisch schloss er sich der damals von Alexander Hamilton gegründeten Föderalistischen Partei an. Nach seiner Zeit als Vizegouverneur war er von 1798 Mitglied des Parlaments (Assembly) und von 1800 bis 1804 Mitglied des Senats des Bundesstaates. Er starb am 28. Januar 1812 in Charleston, wo er auch beigesetzt wurde.
Er heiratete 1778 Judith Smith, Tochter des wohlhabenden Bankiers, Politikers und Sklavenhändlers Benjamin Smith und Nachkomme des Gouverneurs Thomas Smith.
Sein Sohn James H. Ladson war ein großer Plantagenbesitzer und besaß um 1850 etwa 200 Sklaven. Unter den Nachkommen des Letzteren waren Mary Ladson Robertson, die Urgroßmutter von Ursula von der Leyen; sie ist auch Nachkomme seiner Schwester Elizabeth Ladson und durch Adoption ihrer Schwester Sarah Ladson; von der Leyen lebte kurzzeitig unter dem Pseudonym Rose Ladson.
Das denkmalgeschützte James Ladson House in Charleston wurde um 1792 für ihn gebaut; 1895 wurde die Ladson Street dort nach ihm benannt.